# Leash
«Leash» es una canción del grupo de rock estadounidense Pearl Jam la cual apareció en su segundo álbum Vs. de 1993. Musicalmente se distingue ya que el bajista Jeff Ament utiliza un bajo de 12 cuerdas en la canción.
"Leash" es una de las primeras canciones del grupo, ya que debutó en concierto en noviembre de 1991, casi dos años antes de ser grabada para Vs.. Durante sus primeros conciertos la canción era una de las que con más frecuencia ejecutaban, hasta un concierto en Canberra, el 14 de marzo de 1995. Después de dicho concierto la canción permaneció sin ser tocada once años, hasta que al fin reaparecería en un concierto en Boston, el 25 de mayo de 2006. Una ejecución en vivo puede ser encontrada en el Box Set Live at the Gorge 05/06.

## Significado de la letra
«Leash» fue escrita basándose en la misma chica en la cual está basada la canción "Why Go". En una entrevista, Eddie Vedder menciona que uno de los motivos de la canción es el hecho de que los jóvenes son juzgados por su entorno por cosas que normalmente hacen los adultos, pero que son mal vistas en ellos, como el fumar. La presión que se ejerce sobre ellos hace que intenten "Arrojar la correa" (Drop the leash).
Antes de tocar la canción, durante el concierto dado por Pearl Jam el 18 de junio de 1992 en Zürich, Suiza, Vedder declaró: "We have a prize winner, ladies and gentleman...our governments, our parents, our teachers, our friends. They all put leashes on us. Drop the leash, drop the leash. Get out of my fucking face".